# Wleń
Wleń est une ville de Pologne, située dans l'ouest du pays, dans la voïvodie de Basse-Silésie. Elle est le chef-lieu de la gmina de Wleń, dans le powiat de Lwówek Śląski.

## Histoire
De 1816 à 1945, Lähn fait partie de l'arrondissement de Löwenberg-en-Silésie dans le district de Liegnitz au sein de la province de Silésie.